# نادي سكك الحديد الصفاقسي
نادي سكك الحديد الصفاقسي، يشار إليه غالبًا باسم السكك الحديدية، هو نادي كرة قدم تونسي من صفاقس تأسس عام 1920.
فاز النادي بالبطولة ثلاث مرات وكان في الدرجة الأولى لمدة 33 موسمًا. ومع ذلك كان موسم 1994-1995 هو موسمهم الأخير في دوري الدرجة الأولى واليوم يلعب الفريق في الرابطة التونسية المحترفة الثانية لكرة القدم.

## تاريخ
تأسس النادي عام 1920 تحت اسم نادي الجامعة من قبل تلاميذ المدرسة الابتدائية العليا للذكور، بتسيير من عدد من الفرنسيين : جوزيف داتولا (Joseph Dattola) وألبير فراتي (Albert Frati) وجوزيف كوهين (Joseph Cohen). وفي عام 1921 سمي النادي الرياضي بصفاقس، وفي عام 1925 تبنته شركة صفاقس قفصة للفوسفاط وسكك الحديد، وحمل اسمه الحالي مع رئيسه بول ريو (Paul Rio). وتمكن من لعب الأدوار الأولى بصفاقس مع مدربه روجي كليمون (Roger Clément)، وأحرز عام 1934 على بطولة تونس لكرة القدم. وكان جميع لاعبيه من حاملي الجنسية الفرنسية. ثم بعد تجميد نشاطه خلال الحرب العالمية الأولى عاد للنشاط عام 1946 لينفتح على اللاعبين التونسيين مثل علية البحري والشاذلي الزداموعبد السلام السلامي وسالم الطرابلسي وصالح الطرابلسي والحمروني الطرابلسي. وفي عام 1949 صعد النادي إلى القسم الأول الموحد، وأحرز على البطولة عام 1953. لينزل بعد الاستقلال إلى القسم الثاني، ليصعد من جديد مع المدرب أندري ناجي وأحرز على البطولة عام 1968. غير أن تبني الاحتراف عام 1995 جعل النادي لا يستطيع مواكبة الوضعية الجديدة، بما جعله لا يحتفظ بلاعبيه الذين يتوجهون غلى ذنوادي أخرى محترفة. وفي الجملة فقد قضى نادي سكك الحديد الصفاقسي مدة 33 سنة في القسم الوطني لكرة القدم. وهو حاليا ضمن الرابطة الثانية. كما أحرز النادي على ألقاب أخرى في كرة السلة والجيدو. إذ أحرز على كأس تونس في كرة السلة عام 1983. وأحرزت لاعبته نهال شيخ روحو على بطولة إفريقيا للجيدو وشاركت في الألعاب الأولمبية لصائفة 2008.

## رؤساؤه
- 1958-1945 : Antoine Poli (أنطوان بولي)
- 1960-1958 : Paul Pietri (بول بياتي)
- 1964-1960 : Maurice Lévy (موريس ليفي)
- 1984-1964 : المختار المهيري
- 1991-1984 : محمد قطاطة
- 1995-1991 : الهاشمي شبشوب
- 1998-1995 : عبد الوهاب الغرياني
- 2008-1998 : أنور جبير
- 2012-2008 : محمد بن جمعة
- 2013-2012 : حسن معزون

## لاعبون قدامى
- عماد بن يونس
- الحبيب بوصرصار
- مصطفى ساسي
- حافظ السوداني
- عز الدين شقرون
- سامي الطرابلسي
- فاروق الطرابلسي
- وسام العابدي
- أمير العكروت
- محمد العيادي
- رضا اللوز
- عمر ماضي
- سمير القرقني
- علي العابدي

عمر ماضي
رمضان التومي
أحمد الزياني
منصف بالقروي
فوزي عبودة
سعيد بوراوي

## وصلة خارجية
- موقع نادي سكك الحديد الصفاقسي